# Pollalesta
Pollalesta är ett släkte av korgblommiga växter. Pollalesta ingår i familjen korgblommiga växter.
Kladogram enligt Catalogue of Life:
| Pollalesta | \| \| Pollalesta acuminata \| \| \| \| \| \| Pollalesta condensata \| \| \| \| \| \| Pollalesta discolor \| \| \| \| \| \| Pollalesta lilacea \| \| \| \| \| \| Pollalesta vernonioides \| \| \| \| |
|            | \| \| Pollalesta acuminata \| \| \| \| \| \| Pollalesta condensata \| \| \| \| \| \| Pollalesta discolor \| \| \| \| \| \| Pollalesta lilacea \| \| \| \| \| \| Pollalesta vernonioides \| \| \| \| |
|            | Pollalesta acuminata |
|            | |
|            | Pollalesta condensata |
|            | |
|            | Pollalesta discolor |
|            | |
|            | Pollalesta lilacea |
|            | |
|            | Pollalesta vernonioides |
|            | |